# Hermína Habsbursko-Lotrinská
Hermína Habsbursko-Lotrinská (Hermine Amalie Marie, 14. září 1817 Budín – 13. února 1842 Vídeň) byla členkou Habsbursko-lotrinské dynastie.

## Život
Hermína se narodila jako dcera arcivévody Josefa Habsbursko-Lotrinského a jeho druhé manželky Hermíny z Anhalt-Bernburg-Schaumburg-Hoymu. Matka zemřela krátce po porodu Hermíny a jejího dvojčete, bratra Štěpána. Vychovávala ji její nevlastní matka Marie Dorotea Württemberská. Většinu dětství trávila v Budíně a na rodinném statku v Alcsútdobozu a přijala vynikající vzdělání. Současníci Hermínu popisovaly jako pohlednou, laskavou a skromnou. Byla však štíhlá, křehká a náchylná k nemocem.
Hermína byla princeznou-abatyší Tereziánského ústavu šlechtičen na Pražském hradě a zemřela 13. února 1842 ve Vídni.